# Firehiwot Dado
Firehiwot Dado (Arsi, Etiopía, 9 de enero de 1984) es una corredora de fondo etíope, especialista en la prueba de maratón donde tiene una mejor marca de 2:23:15 segundos, logrado en el maratón de Nueva York en 2011. Además ha ganado en tres ocasiones consecutivas (2009, 2010 y 2011) la maratón de Roma.